# Percival Proctor
Percival Proctor là một loại máy bay huấn luyện và liện lạc trong Chiến tranh thế giới II/

## Biến thể
P.28 Proctor I
P.28 Proctor IA
P.29 Proctor
P.30 Proctor II
P.34 Proctor III
P.31 Proctor IV
Proctor 5
Proctor 6

## Quốc gia sử dụng

### Dân sự
Nhiều quốc gia sử dụng.

### Quân sự
Úc
- Không quân Hoàng gia Australia

 Bỉ
- Không quân Bỉ

 Canada
- Không quân Hoàng gia Canada

 Tiệp Khắc
- Không quân Tiệp Khắc

 Đan Mạch
- Không quân Hoàng gia Đan Mạch (RDAF)

 Pháp
- Armée de l'Air

 Italy
- Không quân Italy

 Jordan
- Không quân Hoàng gia Jordan

 Liban
- Không quân Liban

 Hà Lan
- Không quân Hoàng gia Hà Lan

 Ba Lan
- Không quân Ba Lan ở Anh

 Syria
- Lục quân Syria

 Anh Quốc
- Không quân Hoàng gia
- Không quân Hải quân Hoàng gia

 Hoa Kỳ
- Không quân Lục quân Hoa Kỳ

## Tính năng kỹ chiến thuật (Proctor IV)
Dữ liệu lấy từ The Hamlyn Concise Guide to British Aircraft of World War II
Đặc điểm tổng quát
- Kíp lái: 2/1
- Sức chứa: 1/2
- Chiều dài: 28 ft 2 in (8,59 m)
- Sải cánh: 39 ft 6 in (12,04 m)
- Chiều cao: 7 ft 3 in (2,21 m)
- Diện tích cánh: 202 ft² (18,77 m²)
- Trọng lượng rỗng: 2.375 lb (1.075 kg)
- Trọng lượng cất cánh tối đa: 3.500 lb (1.588 kg)
- Động cơ: 1 × de Havilland Gipsy Queen II, 210 hp (157 kW)

 Hiệu suất bay 
- Vận tốc cực đại: 139 knot (160 mph, 257 km/h)
- Vận tốc hành trình: 122 knot (140 mph, 225 km/h)
- Vận tốc tắt ngưỡng: 42 knot (48 mph, 77 km/h [2])
- Trần bay: 14.000 ft (4.265 m)
- Vận tốc lên cao: 700 ft/phút (3,6 m/s)

Trang bị vũ khí

none